# Музички павиљон на Палићу
Музички павиљон на Палићу, подигнут је 1910. године, у склопу централних репрезентативних објеката који су данас симбол Палића као летовалишта. Павиљон представља непокретно културно добро као споменик културе.
Павиљон је урађен по пројекту архитектата Комора Марцела и Јакаба Дежеа, непосредно испред највећег објекта Велике терасе и у близини Женског купалишта уз централну алеју, која се завршава Спомен чесмом уз обалу. Грађевина је стилски и по архитектоници потпуно у складу са осталим већим објектима ових пројектаната, чак и сродних, односно идентичних декоративних детаља. Овај мали отворени павиљон је у основи осмоугаоник, има озидану соклу и прилаз са две стране на неколико степеника ка подијуму. Подијум од терацо облоге ограђен је декоративном изрезбареном дрвеном оградом, перфорираном срцоликим формама, сликаним стилизованим цветним мотивима у виду венца при врху. Ови декоративни мотиви присутни су и на осталим објектима овог комплекса, као и архитектоникаовог малог здања. Од ограде су стубови у виду греда са декоративним конзолама које у виду рачви конзола од дрвета носе купасто кровиште са шиљком на врху. Сликана вишебојна декорација прекрива и стубове павиљона те заокружује један естетски миље.